# Forze navali militari mondiali
Una marina militare, detta anche forza navale, è l'insieme degli uomini, dei mezzi e delle infrastrutture necessari all'esercizio del potere marittimo di uno Stato. Tipicamente è costituita come forza armata indipendente.
Questa lista raccoglie in ordine alfabetico i nomi attuali e storici con i relativi jack e bandiere delle forze navali istituite nelle nazioni che si sono dotate di una forza navale militare, siano esse forze armate indipendenti, servizi navali o guardie costiere. Alla fine della pagina si trova una lista di nazioni non più esistenti, che hanno costituito una marina militare. I nomi in corsivo indicano i casi in cui la nazione non è internazionalmente riconosciuta come stato sovrano, ma è comunque presente una forza navale indipendente.

## A
| Nazione        | | | | Anno di fondazione |
| Nazione        | Forze navali Nome in lingua originale Denominazione internazionale in lingua ingleseAttualePrecedente | Forze navali Nome in lingua originale Denominazione internazionale in lingua ingleseAttualePrecedente                                                                        | Forze navali Nome in lingua originale Denominazione internazionale in lingua ingleseAttualePrecedente | Anno di fondazione |
| -------------- | --- | --- | --- | ------------------ |
| Albania        | | Forza navale Forca Detare Albanian Naval Force -------- Guardia costiera albanese Roja Bregdetare Albanian Coast Guard                                                       | | 1925               |
| Algeria        | | Marina nazionale algerina البحرية الوطنية الجزائرية (Al-Bahriyya al-wataniyya al-Jaza'iriyya) Algerian National Navy                                                         | | 1962               |
| Angola         | | Marina militare dell'Angola Marinha de Guerra Angolana Angolan Navy | | 1976               |
| Arabia Saudita | | Regia marina saudita البحرية الملكية السعودية Royal Saudi Navy | | 1960               |
| Argentina      | | Marina della Repubblica Argentina Armada de la República Argentina Argentine Navy -------- Prefettura Navale Argentina Prefectura Naval Argentina Argentine Naval Prefecture | | 1810               |
| Australia      | | Regia marina australiana RAN - Royal Australian Navy | | 1911               |
| Azerbaigian    | | Marina militare dell'Azerbaigian Azərbaycan hərbi dəniz qüvvələri Azerbaijan Navy -------- Guardia costiera azera Dövlət sərhəd xidməti Azerbaijan Coast Guard               | | 1992               |

## B
| Nazione    | | | | Anno di fondazione |
| Nazione    | Forze navali Nome in lingua originale Denominazione internazionale in lingua ingleseAttualePrecedente | Forze navali Nome in lingua originale Denominazione internazionale in lingua ingleseAttualePrecedente                                   | Forze navali Nome in lingua originale Denominazione internazionale in lingua ingleseAttualePrecedente | Anno di fondazione |
| ---------- | --- | --- | --- | ------------------ |
| Bahamas    | | Forze di difesa delle Bahamas Royal Bahamas Defence Force                                                                               | | 1980               |
| Bahrein    | | Regia Forza Navale del Bahrain البحرية الملكية البحرينية (al-Bahriyya al-malikiyya al-Bahriyyaniyya) Royal Bahraini Naval Force         | | ?                  |
| Bangladesh | | Marina militare del Bangladesh Bangladesh Nou Bahini Bangladesh Navy                                                                    | | 1971               |
| Barbados   | | Forze di difesa di Barbados Barbados Defence Force                                                                                      | | 1979               |
| Belgio     | | Componente marittima delle forze armate belghe Composante Maritime de l'armée belge / Composante Maritime de l'armée belge Belgian Navy | | 2002               |
| Belize     | | Guardia costiera del Belize Belize Coast Guard                                                                                          | | 2005               |
| Benin      | | Forze navali beninesi Forces navales béninoises                                                                                         | | 1960               |
| Bolivia    | | Marina militare boliviana Armada Boliviana Bolivian Navy                                                                                | | 1826               |
| Brasile    | | Marina militare brasiliana Marinha do Brasil Brazilian Navy                                                                             | | 1822               |
| Brunei     | | Regia marina del Brunei Tentera Laut Diraja Brunei - TLDB Royal Brunei Navy                                                             | | 1965               |
| Bulgaria   | | Marina militare bulgara Български Военноморски Флот Voennomorski sili na Bălgarija Bulgarian Navy                                       | | 1899               |

## C
| Nazione        | | | | Anno di fondazione |
| Nazione        | Forze navali Nome in lingua originale Denominazione internazionale in lingua ingleseAttualePrecedente | Forze navali Nome in lingua originale Denominazione internazionale in lingua ingleseAttualePrecedente | Forze navali Nome in lingua originale Denominazione internazionale in lingua ingleseAttualePrecedente | Anno di fondazione |
| -------------- | --- | --- | --- | ------------------ |
| Cambogia       | | Regia marina cambogiana (Khmer: កងទ័ពជើងទឹកកម្ពុជា) Royal Cambodian Navy | | 1953               |
| Camerun        | | Marina militare del Camerun Marine nationale du Cameroun / Cameroon Navy | | 1961               |
| Canada         | | Regia marina canadese RCN - Royal Canadian Navy MRC - Marine royale canadienne | | 2011               |
| Canada         | | | 1957-1965                                                                                             |                    |
| Canada         | | | 1921-1957                                                                                             |                    |
| Canada         | | Regia marina canadese RCN - Royal Canadian Navy | | 1910-1921          |
| Canada         | | Comando marittimo MARCOM - Maritime Command COMAR - Commandement maritime | | 1968-2011          |
| Cile           | | Marina militare cilena Armada de Chile Chilean Navy | | 1817               |
| Cina           | | Marina dell'esercito popolare di liberazione 中国人民解放军海军 (Zhōngguó Rénmín Jiěfàngjūn Hǎijūn) People's Liberation Army Navy --------------------- Guardia costiera della Cina 中国海警 China Coast Guard      | | 1949               |
| Taiwan         | | Marina della Repubblica cinese 中華民國海軍 (Zhōnghuá Mínguó Hǎijūn) Republic of China Navy | | 1938               |
| Colombia       | | Marina militare colombiana Armada de la República de Colombia Colombian Navy | | 1810               |
| Rep. del Congo | | Marina militare della Repubblica del Congo Marine de la république du Congo | | 1960               |
| RD del Congo   | | Marina militare della Repubblica Democratica del Congo Marine nationale | | 1970               |
| Corea del Nord | | Forza navale della Repubblica Popolare di Corea 조선인민군 해군 (Joseoninmingun Haegun) Korean People's Army Naval Force                                                                                            | | 1946               |
| Corea del Sud  | | Marina militare della Repubblica di Corea 대한민국 해군 (大韓民國 海軍) Daehanminguk Haegun ROKN - Republic of Korea Navy                                                                                           | | 1949               |
| Costa d'Avorio | | Marina militare della Costa d'Avorio Marine nationale | | 1961               |
| Croazia        | | Marina militare della Croazia Hrvatska ratna mornarica Croatian Navy --------------------- Guardia costiera della Repubblica croata Obalna straža Republike Hrvatske Croatian Coast Guard                           | | 1991               |
| Cipro          | | Comando navale cipriota 'Ναυτική Δυναμή Κύπρου (Naftiki Dioikisi Kyprou) Cyprus Naval Command --------------------- Polizia portuale e navale cipriota Λιμενική και Ναυτική Αστυνομία Cyprus Port and Marine Police | | 1964               |
| Cuba           | | Marina da Guerra Rivoluzionaria Marina de Guerra Revolucionaria Cuban Revolutionary Navy | | 1959               |

## D
| Nazione         | | | | Anno di fondazione |
| Nazione         | Forze navali Nome in lingua originale Denominazione internazionale in lingua ingleseAttualePrecedente | Forze navali Nome in lingua originale Denominazione internazionale in lingua ingleseAttualePrecedente        | Forze navali Nome in lingua originale Denominazione internazionale in lingua ingleseAttualePrecedente | Anno di fondazione |
| --------------- | --- | --- | --- | ------------------ |
| Danimarca       | | Regia marina danese Kongelige Danske Marine Royal Danish Navy                                                | | 1510               |
| Rep. Dominicana | | Marina militare della Repubblica Dominicana Armada de la República Dominicana Navy of the Dominican Republic | | 1844               |

## E
| Nazione             | | | | Anno di fondazione |
| Nazione             | Forze navali Nome in lingua originale Denominazione internazionale in lingua ingleseAttualePrecedente | Forze navali Nome in lingua originale Denominazione internazionale in lingua ingleseAttualePrecedente              | Forze navali Nome in lingua originale Denominazione internazionale in lingua ingleseAttualePrecedente | Anno di fondazione |
| ------------------- | --- | --- | --- | ------------------ |
| Egitto              | | Marina militare egiziana البحرية المصرية (al-Bahriyya al-Misriyya) Egyptian Navy                                   | | ?                  |
| El Salvador         | | Marina militare di El Salvador Fuerza Naval de El Salvador Navy of El Salvador                                     | | 1949               |
| Emirati Arabi Uniti | | Marina militare degli Emirati Arabi Uniti البحرية الإماراتية (al-Bahriyya al-Imārātiyya) United Arab Emirates Navy | | 1971               |
| Eritrea             | | Marina militare eritrea ? Eritrean Navy                                                                            | | 1991               |
| Etiopia             | | Marina militare etiope ? Ethiopian Navy                                                                            | | 1955-1996          |
| Estonia             | | Marina militare estone Eesti merevägi Estonian Navy                                                                | | 1993               |

## F
| Nazione   | | | | Anno di fondazione |
| Nazione   | Forze navali Nome in lingua originale Denominazione internazionale in lingua ingleseAttualePrecedente | Forze navali Nome in lingua originale Denominazione internazionale in lingua ingleseAttualePrecedente | Forze navali Nome in lingua originale Denominazione internazionale in lingua ingleseAttualePrecedente | Anno di fondazione |
| --------- | --- | --- | --- | ------------------ |
| Figi      | | Marina militare delle Figi Republic of Fiji Navy                                                      | | 1974               |
| Filippine | | Marina militare filippina Hukbong Dagat ng Pilipinas Philippine Navy                                  | | 1574               |
| Finlandia | | Marina militare finlandese Merivoimat / Finländska marinen (in svedese) Finnish Navy                  | | 1918               |
| Francia   | | Marina militare francese Marine nationale French Navy                                                 | | 1624               |

## G
| Nazione            | | | | Anno di fondazione |
| Nazione            | Forze navali Nome in lingua originale Denominazione internazionale in lingua ingleseAttualePrecedente | Forze navali Nome in lingua originale Denominazione internazionale in lingua ingleseAttualePrecedente                                                                                                | Forze navali Nome in lingua originale Denominazione internazionale in lingua ingleseAttualePrecedente | Anno di fondazione |
| ------------------ | --- | --- | --- | ------------------ |
| Gabon              | | Marina militare del Gabon Marine nationale | | 1983               |
| Georgia            | | Guardia costiera georgiana Coast Guard of Georgia | | 1990               |
| Georgia            | | Marina militare georgiana საქართველოს სამხედრო საზღვაო ძალები (sak'art'velos samkhedro-sazghvao dzalebi) Georgian Navy                                                                               | | 1990-2009          |
| Germania           | | Marina militare tedesca Deutsche Marine German Navy -------- Guardia costiera federale Küstenwache des Bundes German Federal Coast Guard                                                             | | 1990               |
| Ghana              | | Marina del Ghana Ghana Navy | | 1959               |
| Giamaica           | | Guardia costiera giamaicana Jamaica Defence Force Coast Guard | | 1962               |
| Giappone           | | Forza marittima di autodifesa giapponese 日本国 海上自衛隊 (Kaijō Jieitai) Japan Maritime Self-Defense Force -------- Guardia costiera del Giappone 海上保安庁 - (Kaijō Ho'an-chō) Japan Coast Guard | | 1947               |
| Giappone           | | Marina imperiale giapponese 大日本帝國海軍 Dai-Nippon Teikoku Kaigun Imperial Japan Navy | | 1869-1947          |
| Gibuti             | | Marina del Gibuti Marine de Djibouti | | 1979               |
| Giordania          | | Regia forza navale militare giordana القوة البحرية الملكية الأردنية (Al-Quwwat al-Baḥrīyah al-Malikiyya al-Urdunniyya)                                                                               | | 1991               |
| Grecia             | | Marina militare greca Πολεμικό Ναυτικό (Polemikó Navtikó) HN - Hellenic Navy -------- Guardia costiera greca Λιμενικό Σώμα - (Limeniko Soma) Hellenic Coast Guard                                    | | 1821               |
| Grecia             | | Regia marina BN - Βασιλικόν Ναυτικόν, Vasilikón Naftikón | | 1833-1924          |
| Grecia             | | Regia marina BN - Βασιλικόν Ναυτικόν, Vasilikón Naftikón | | 1936-1973          |
| Guatemala          | | Marina militare del Guatemala Marina de la Defensa Nacional | | 1959               |
| Guinea             | | Marina militare della Guinea Marine de guerre de la Guinée | | 1971               |
| Guinea-Bissau      | | Marina militare della Guinea-Bissau Armada da Guiné-Bissau | | 1974               |
| Guinea Equatoriale | | Marina militare della Guinea Equatoriale Marina de guerra de Guinea Ecuatorial; Marine de guerre de Guinée équatoriale; Marinha de Guerra da Guiné Equatorial                                        | | 1974               |

## H
| Nazione  | | | | Anno di fondazione |
| Nazione  | Forze navali Nome in lingua originale Denominazione internazionale in lingua ingleseAttualePrecedente | Forze navali Nome in lingua originale Denominazione internazionale in lingua ingleseAttualePrecedente | Forze navali Nome in lingua originale Denominazione internazionale in lingua ingleseAttualePrecedente | Anno di fondazione |
| -------- | --- | --- | --- | ------------------ |
| Honduras | | Marina militare dell'Honduras Fuerza Naval de Honduras                                                | | 1865               |

## I
| Nazione   | | | | Anno di fondazione |
| Nazione   | Forze navali Nome in lingua originale Denominazione internazionale in lingua ingleseAttualePrecedente | Forze navali Nome in lingua originale Denominazione internazionale in lingua ingleseAttualePrecedente                     | Forze navali Nome in lingua originale Denominazione internazionale in lingua ingleseAttualePrecedente | Anno di fondazione |
| --------- | --- | --- | --- | ------------------ |
| Islanda   | | Guardia costiera islandese Landhelgisgæsla Íslands Icelandic Coast Guard                                                  | | 1859               |
| India     | | Marina militare indiana भारतीय नौसेना (Bhāratīya Nāu Senā) Indian Navy                                                         | | 1928               |
| Indonesia | | Marina militare indonesiana Tentara Nasional Indonesia Angkatan Laut - (TNI-AL) Indonesian Navy                           | | 1946               |
| Iran      | | Marina militare della Repubblica islamica dell'Iran نیروی دریایی جمهوری اسلامی ایران IRIN - Islamic Republic of Iran Navy | | 1979               |
| Iran      | | Marina imperiale iraniana                                                                                                 | | 500 a.C.-1979      |
| Iraq      | | Marina militare irachena البحرية العراقية (al-Bahriyya al-‘Irāqiyya) Iraqi Navy                                           | | 1937               |
| Irlanda   | | Servizio navale irlandese Seirbhís Chabhlaigh na hÉireann INS - Irish Naval Service                                       | | 1922               |
| Israele   | | Corpo navale israeliano חיל הים הישראלי (Heil HaYam HaYisraeli) ISC - Israeli Sea Corps                                   | | 1948               |
| Italia    | | Marina Militare Italian Navy -------- Guardia Costiera                                                                    | | 1946               |

## K
| Nazione    | | | | Anno di fondazione |
| Nazione    | Forze navali Nome in lingua originale Denominazione internazionale in lingua ingleseAttualePrecedente | Forze navali Nome in lingua originale Denominazione internazionale in lingua ingleseAttualePrecedente | Forze navali Nome in lingua originale Denominazione internazionale in lingua ingleseAttualePrecedente | Anno di fondazione |
| ---------- | --- | --- | --- | ------------------ |
| Kazakistan | | Marina militare del Kazakistan Әскери-теңіз күштері (Äskerï-teñiz küşteri) Kazakhstan Navy            | | 1992               |
| Kenya      | | Marina militare del Kenya Kenya Navy                                                                  | | 1964               |
| Kuwait     | | Marina militare del Kuwait القوة البحرية الكويتية Kuwaiti Navy                                        | | 1961               |

## L
| Nazione  | | | | Anno di fondazione |
| Nazione  | Forze navali Nome in lingua originale Denominazione internazionale in lingua ingleseAttualePrecedente | Forze navali Nome in lingua originale Denominazione internazionale in lingua ingleseAttualePrecedente                      | Forze navali Nome in lingua originale Denominazione internazionale in lingua ingleseAttualePrecedente | Anno di fondazione |
| -------- | --- | --- | --- | ------------------ |
| Laos     | | Marina militare laotiana Lao's People Navy                                                                                 | | 1975               |
| Lettonia | | Marina militare lettone Latvijas Jūras spēki Latvian Naval Forces                                                          | | 1991               |
| Libano   | | Marina militare libanese القوات البحرية اللبنانية (al-Quwwāt al-Bahriyya al-Lubnāniyya) Lebanese Navy                      | | 1950               |
| Liberia  | | Guardia costiera della Liberia Liberian National Coast Guard                                                               | | 1959               |
| Libia    | | Marina militare della Repubblica araba libica البحرية الليبية (Al-Quwwāt al-Baḥriyya al-Lībiyya) Libyan Arab Republic Navy | | 1962               |
| Lituania | | Marina militare lituana Karinės jūrų pajėgos Lithuanian Navy                                                               | | 1992               |

## M
| Nazione    | | | | Anno di fondazione |
| Nazione    | Forze navali Nome in lingua originale Denominazione internazionale in lingua ingleseAttualePrecedente | Forze navali Nome in lingua originale Denominazione internazionale in lingua ingleseAttualePrecedente                                | Forze navali Nome in lingua originale Denominazione internazionale in lingua ingleseAttualePrecedente | Anno di fondazione |
| ---------- | --- | --- | --- | ------------------ |
| Madagascar | | Marina militare del Madagascar Marine de Madagascar Madagascar Navy                                                                  | | 1961               |
| Malaysia   | | Regia marina malese Tentera Laut Diraja Malaysia Royal Malaysian Navy                                                                | | 1963               |
| Maldive    | | Guardia costiera delle Maldive Maldivian Coast Guard                                                                                 | | 1980               |
| Malta      | | Squadra marittima delle forze armate maltesi Skwadra Marittima tal-Forzi Armati ta' Malta Maritime Squadron of Armed Forces of Malta | | 1992               |
| Marocco    | | Regia marina marocchina Marine royale - البحرية الملكية - al-Bahriyyat al-Malikiyya Royal Moroccan Navy                              | | 1960               |
| Mauritania | | Marina militare mauritana Marine Nationale Mauritanienne                                                                             | | 1966               |
| Mauritius  | | Guardia costiera mauriziana Mauritius Coast Guard                                                                                    | | 1987               |
| Messico    | | Marina militare messicana Armada de México Mexican Navy                                                                              | | 1821               |
| Montenegro | | Marina militare montenegrina Mornarica Vojske Crne Gore Montenegrin Navy                                                             | | 2006               |
| Mozambico  | | Marina militare del Mozambico Marinha de Guerra de Moçambique                                                                        | | 1975               |
| Birmania   | | Marina militare birmana တပ်မတော် (ရေ) Myanmar Navy                                                                                        | | 1940               |

## N
| Nazione       | | | | Anno di fondazione |
| Nazione       | Forze navali Nome in lingua originale Denominazione internazionale in lingua ingleseAttualePrecedente | Forze navali Nome in lingua originale Denominazione internazionale in lingua ingleseAttualePrecedente | Forze navali Nome in lingua originale Denominazione internazionale in lingua ingleseAttualePrecedente | Anno di fondazione |
| ------------- | --- | --- | --- | ------------------ |
| Namibia       | | Marina militare namibiana Namibian Navy                                                               | | 2004               |
| Nicaragua     | | Forza Navale dell'Esercito del Nicaragua Fuerza Naval del Ejército de Nicaragua                       | | 1980               |
| Nigeria       | | Marina militare nigeriana Nigerian Navy                                                               | | 1956               |
| Norvegia      | | Regia marina norvegese Kongelige Norske Sjøforsvaret Royal Norwegian Navy                             | | 1814               |
| Nuova Zelanda | | Regia marina della Nuova Zelanda Royal New Zealand Navy                                               | | 1941               |

## O
Per l'Olanda, si veda Paesi Bassi alla sezione P sotto.
| Nazione | | | | Anno di fondazione |
| Nazione | Forze navali Nome in lingua originale Denominazione internazionale in lingua ingleseAttualePrecedente | Forze navali Nome in lingua originale Denominazione internazionale in lingua ingleseAttualePrecedente      | Forze navali Nome in lingua originale Denominazione internazionale in lingua ingleseAttualePrecedente | Anno di fondazione |
| ------- | --- | --- | --- | ------------------ |
| Oman    | | Regia marina dell'Oman البحرية الملكية العمانية (Al-Bahriyya al-Malikiyya al-‘Umāniyya) Royal navy of Oman | | 1950 ca.           |

## P
| Nazione            | | | | Anno di fondazione |
| Nazione            | Forze navali Nome in lingua originale Denominazione internazionale in lingua ingleseAttualePrecedente | Forze navali Nome in lingua originale Denominazione internazionale in lingua ingleseAttualePrecedente                                                          | Forze navali Nome in lingua originale Denominazione internazionale in lingua ingleseAttualePrecedente | Anno di fondazione |
| ------------------ | --- | --- | --- | ------------------ |
| Paesi Bassi        | | Regia marina (olandese) Koninklijke Marine Royal Netherlands Navy -------- Guardia costiera olandese Nederlandse Kustwacht Netherlands Coast Guard             | | 1488               |
| Pakistan           | | Marina militare pakistana پاک بحری (Pakistani Behria) Pakistan Navy -------- Guardia costiera pachistana پاک بحری Pakistan Coast Guard                         | | 1956               |
| Papua Nuova Guinea | | Elemento marittimo della Forza di difesa della Papua Nuova Guinea Papua New Guinea Defence Force Maritime Element                                              | | 1974               |
| Paraguay           | | Marina militare paraguaiana Armada Paraguaya Paraguay Navy | | ?                  |
| Perù               | | Marina militare peruviana Marina de Guerra del Perú Peruvian Navy -------- Guardia costiera peruviana Cuerpo de Capitanías y Guardacostas Peruvian Coast Guard | | 1821               |
| Polonia            | | Marina militare polacca Marynarka Wojenna Polish Navy | | 1918               |
| Portogallo         | | Marina militare portoghese Marinha de Guerra Portuguesa Portuguese Navy                                                                                        | | 1180               |

## Q
| Nazione | | | | Anno di fondazione |
| Nazione | Forze navali Nome in lingua originale Denominazione internazionale in lingua ingleseAttualePrecedente | Forze navali Nome in lingua originale Denominazione internazionale in lingua ingleseAttualePrecedente | Forze navali Nome in lingua originale Denominazione internazionale in lingua ingleseAttualePrecedente | Anno di fondazione |
| ------- | --- | --- | --- | ------------------ |
| Qatar   | | Marina militare dell'Emirato del Qatar البحرية القطرية (al-Bahriyya al-Qatariyya) Qatar Emiri Navy    | | 1968               |

## R
| Nazione     | | | | Anno di fondazione |
| Nazione     | Forze navali Nome in lingua originale Denominazione internazionale in lingua ingleseAttualePrecedente | Forze navali Nome in lingua originale Denominazione internazionale in lingua ingleseAttualePrecedente | Forze navali Nome in lingua originale Denominazione internazionale in lingua ingleseAttualePrecedente | Anno di fondazione |
| ----------- | --- | --- | --- | ------------------ |
| Regno Unito | | Regia marina inglese RN - Royal Navy                                                                  | | 1692               |
| Romania     | | Marina militare rumena Forțele Navale Române Romanian Navy                                            | | 1896               |
| Russia      | | Marina militare della Federazione Russa Военно-морской флот (Voenno-morskoj flot) Russian Navy        | | 1991               |

## S
| Nazione     | | | | Anno di fondazione |
| Nazione     | Forze navali Nome in lingua originale Denominazione internazionale in lingua ingleseAttualePrecedente | Forze navali Nome in lingua originale Denominazione internazionale in lingua ingleseAttualePrecedente                                                 | Forze navali Nome in lingua originale Denominazione internazionale in lingua ingleseAttualePrecedente | Anno di fondazione |
| ----------- | --- | --- | --- | ------------------ |
| Senegal     | | Marina militare del Senegal Marine nationale | | 1975               |
| Seychelles  | | Guardia costiera delle Seychelles Seychelles Coast Guard                                                                                              | | 1992               |
| Singapore   | | Marina militare della Repubblica di Singapore Republic of Singapore Navy                                                                              | | 1975               |
| Siria       | | Marina militare siriana Al-Bahriyya al-‘Arabiyya al-Sūriyya Syrian Navy                                                                               | | 1961               |
| Slovenia    | | 430ª Divisione navale 430. mornariški divizion | | 1993               |
| Somalia     | | Marina militare somala Ciidamada Badda Soomaaliyeed/al-Quwwat al-Bahriyah as-Sumaliyah Somali Navy                                                    | | 1965               |
| Spagna      | | Marina militare spagnola Armada Española Spanish Navy                                                                                                 | | 1500 ca.           |
| Sri Lanka   | | Marina militare dello Sri Lanka Sri Lanka Navy | | 1950               |
| Stati Uniti | | Marina militare degli Stati Uniti d'America USN - United States Navy ------------ Guardia costiera degli Stati Uniti USCG - United States Coast Guard | | 1947               |
| Sudafrica   | | Marina militare sudafricana South African Navy | | 1861               |
| Sudan       | | Marina militare sudanese القوات البحرية السودانية / Sudanese Navy                                                                                     | | 1962               |
| Svezia      | | Marina militare svedese Svenska marinen Swedish Navy                                                                                                  | | 1522               |

## T
Per Taiwan, si veda Taiwan (Repubblica di Cina) alla sezione C sopra.
| Nazione           | | | | Anno di fondazione |
| Nazione           | Forze navali Nome in lingua originale Denominazione internazionale in lingua ingleseAttualePrecedente | Forze navali Nome in lingua originale Denominazione internazionale in lingua ingleseAttualePrecedente                       | Forze navali Nome in lingua originale Denominazione internazionale in lingua ingleseAttualePrecedente | Anno di fondazione |
| ----------------- | --- | --- | --- | ------------------ |
| Tanzania          | | Comando navale della Tanzania Kamandi ya Jeshi la Majini - Tanzania Naval Command                                           | | 1961               |
| Thailandia        | | Regia marina thailandese กองทัพเรือ Royal Thai Navy                                                                           | | 1900               |
| Togo              | | Marina militare del Togo Marine du Togo                                                                                     | | 1976               |
| Tonga             | | Marina militare di Tonga Tongan Maritime Force                                                                              | | 1973               |
| Trinidad e Tobago | | Marina del Trinidad e Tobago Trinidad and Tobago Navy                                                                       | | 1962               |
| Tunisia           | | Marina militare tunisina Al-Bahriyya al-Tūnisiyya Tunisian Navy                                                             | | ?                  |
| Turchia           | | Marina militare turca Türk Deniz Kuvvetleri Turkish Navy -------- Guardia Costiera Turca Sahil Güvenlik Turkish coast guard | | 1944               |
| Turkmenistan      | | Forze navali del Turkmenistan Türkmenistanyň Harby-deňiz Güýçleri Turkmen Naval Forces                                      | | 2009               |

## U
| Nazione | | | | Anno di fondazione |
| Nazione | Forze navali Nome in lingua originale Denominazione internazionale in lingua ingleseAttualePrecedente | Forze navali Nome in lingua originale Denominazione internazionale in lingua ingleseAttualePrecedente                                                       | Forze navali Nome in lingua originale Denominazione internazionale in lingua ingleseAttualePrecedente | Anno di fondazione |
| ------- | --- | --- | --- | ------------------ |
| Ucraina | | Marina militare ucraina Військово-Морські Сили України (Viys'kovo-Morsky Syly Ukrayiny) Ukrainian Navy                                                      | | 1992               |
| Uruguay | | Marina militare uruguagia Armada Nacional Uruguayan Navy -------- Prefettura Nazionale Navale Prefectura Nacional Naval Uruguayan National Naval Prefecture | | 1817               |

## V
| Nazione   | | | | Anno di fondazione |
| Nazione   | Forze navali Nome in lingua originale Denominazione internazionale in lingua ingleseAttualePrecedente | Forze navali Nome in lingua originale Denominazione internazionale in lingua ingleseAttualePrecedente                                                | Forze navali Nome in lingua originale Denominazione internazionale in lingua ingleseAttualePrecedente | Anno di fondazione |
| --------- | --- | --- | --- | ------------------ |
| Venezuela | | Marina militare venezuelana Armada Bolivariana Venezuelan Navy -------- Guardia costiera venezuelana Guardacostas Bolivariana Venezuelan Coast Guard | | 1811               |
| Vietnam   | | Marina militare della Repubblica Socialista del Vietnam Hải quân nhân dân Việt Nam Vietnam People's Navy                                             | | 1975               |

## Y
| Nazione | | | | Anno di fondazione |
| Nazione | Forze navali Nome in lingua originale Denominazione internazionale in lingua ingleseAttualePrecedente | Forze navali Nome in lingua originale Denominazione internazionale in lingua ingleseAttualePrecedente                     | Forze navali Nome in lingua originale Denominazione internazionale in lingua ingleseAttualePrecedente | Anno di fondazione |
| ------- | --- | --- | --- | ------------------ |
| Yemen   | | Marina militare yemenita القوات البحرية اليمنية والدفاع الساحلي (Al-Qūwāt al-Baḥrīyah al-Yamanīyah wa-al-difāʻ al-Sāḥilī) | | 1990               |

## Z
I due Stati: Zambia e Zimbabwe non dispongono delle forze marine militari in quanto non hanno sbocchi al mare.

## Stati non più esistenti
| Nazione                         | | | | Anno di fondazione     |
| Nazione                         | Forze navali Nome in lingua originale Denominazione internazionale in lingua ingleseAttualePrecedente | Forze navali Nome in lingua originale Denominazione internazionale in lingua ingleseAttualePrecedente | Forze navali Nome in lingua originale Denominazione internazionale in lingua ingleseAttualePrecedente | Anno di fondazione     |
| ------------------------------- | --- | --- | --- | ---------------------- |
| Austria-Ungheria                | | imperiale e regia Marina k.u.k. Kriegsmarine                                                          | | 1867-1919              |
| Repubblica di Amalfi            | | Marina della Repubblica di Amalfi                                                                     | |                        |
| Repubblica di Genova            | | Marina della Repubblica di Genova                                                                     | |                        |
| Repubblica di Pisa              | | Marina della Repubblica di Pisa                                                                       | |                        |
| Repubblica di Venezia           | | Marina della Repubblica di Venezia                                                                    | | 697-1797               |
| Brandeburgo                     | | Marina del Brandenburgo Kurbrandenburgische Marine                                                    | | XVI secolo-1701        |
| Danimarca-Norvegia              | | Regia marina dano-norvegese ?                                                                         | | 1509-1814              |
| Dinastia Qing                   | | Flotta del Pei-yang 北洋艦隊 Pei-yang Chien-tui                                                       | | 1871-1895              |
| Regno di Francia                | | Marina reale (Francia) Marine royale                                                                  | | 1624-1789 1814/15-1848 |
| Impero francese                 | | Marina imperiale (Francia) Marine impériale                                                           | | 1804-1814/15 1852-1870 |
| Francia libera                  | | Forze navali francesi libere Forces navales françaises libres                                         | | 1940-1945              |
| Germania                        | | Kaiserliche Marine                                                                                    | | 1871-1919              |
| Germania                        | | Reichsmarine                                                                                          | | 1919-1935              |
| Germania                        | | Kriegsmarine                                                                                          | | 1935-1945              |
| Germania Est                    | | Volksmarine                                                                                           | | 1955-1990              |
| Granducato di Toscana           | | Marina del Granducato di Toscana                                                                      | | 1569-1860              |
| Impero bizantino                | | Marina bizantina ?                                                                                    | | 330-1453               |
| Ordine di Malta                 | | Marina dell'Ordine di Malta                                                                           | | XII secolo ca.-1798    |
| Manciukuò                       | | Marina del Manchukuo 満州帝國海軍 Mǎnzhōu Dìguó Hǎijūn                                                | | 1932-1945              |
| Impero ottomano                 | | Marina ottomana Osmanlı Donanması                                                                     | | 1300 ca.-1922          |
| Due Sicilie                     | | Real Marina del Regno delle Due Sicilie                                                               | | 1816-1860              |
| Regno di Sardegna               | | Marina del Regno di Sardegna                                                                          | | 1713-1860              |
| Italia                          | | Regia Marina                                                                                          | | 1861-1946              |
| Jugoslavia                      | | Regia Marina jugoslava Jugoslovenska kraljevska ratna mornarica                                       | | 1918-1941              |
| Jugoslavia                      | | Marina militare della SFR Jugoslavia Jugoslavenska ratna mornarica                                    | | 1945-1991              |
| Repubblica romana/Impero romano | | Marina militare romana Classis                                                                        | | 303 a.C.-476 d.C.      |
| Scozia                          | | Regia marina scozzese Royal Scots Navy                                                                | | 1.000 ca.-1707         |
| Serbia e Montenegro             | | Marina militare della Serbia e Montenegro ?                                                           | | 2003-2006              |
| Stati Confederati d'America     | | Marina militare degli Stati Confederati Confederate States Navy                                       | | 1861-1865              |
| Stato Pontificio                | | Marina Pontificia                                                                                     | | 844-1870               |
| Unione Sovietica                | | Marina militare sovietica Военно-морской флот Voenno-morskoj flot                                     | | 1920-1991              |
| Vietnam del Sud                 | | Marina della Repubblica del Vietnam Hải quân Việt Nam Cộng hòa                                        | | 1952-1975              |